# Strongylocentrotus fragilis
Espèce
Synonymes
- Allocentrotus fragilis (Jackson, 1912)[2]
- Toxocidaris fragilis (Jackson, 1912)[2]

Strongylocentrotus fragilis est une espèce d'oursins de la famille des Strongylocentrotidae vivant dans les abysses.

## Description
Comme tous les oursins réguliers, cette espèce est caractérisée par un test (coquille) plus ou moins sphérique, recouvert de radioles (piquants), réparties sur tout le corps. Cet oursin est légèrement aplati dorsalement (surtout chez les individus matures, plus ou moins coniques), avec un test rosé pourvu d'aires ambulacraires plus claires et de radioles blanches.

## Galerie

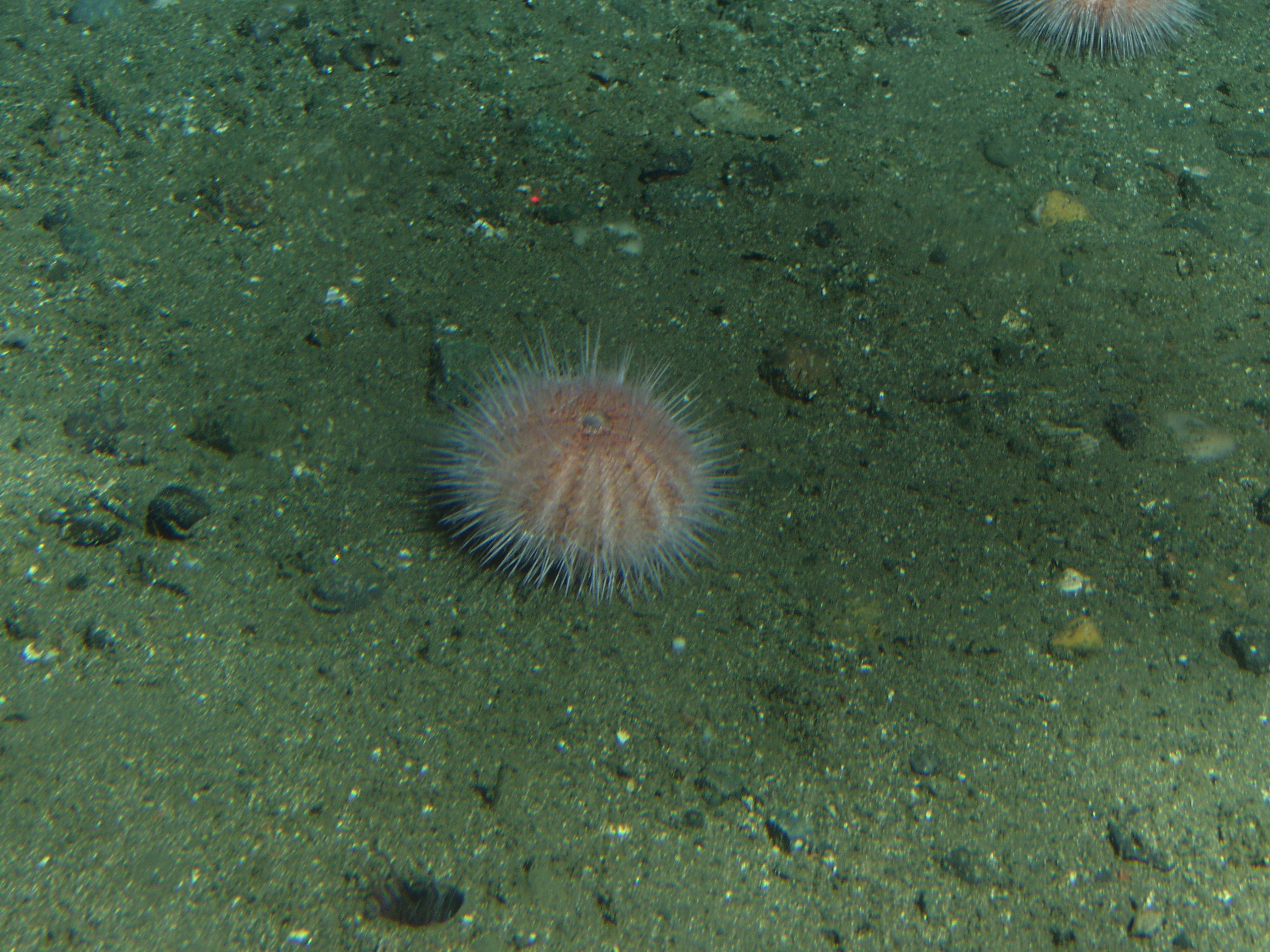
Un individu observé à 175 m de profondeur en Californie.
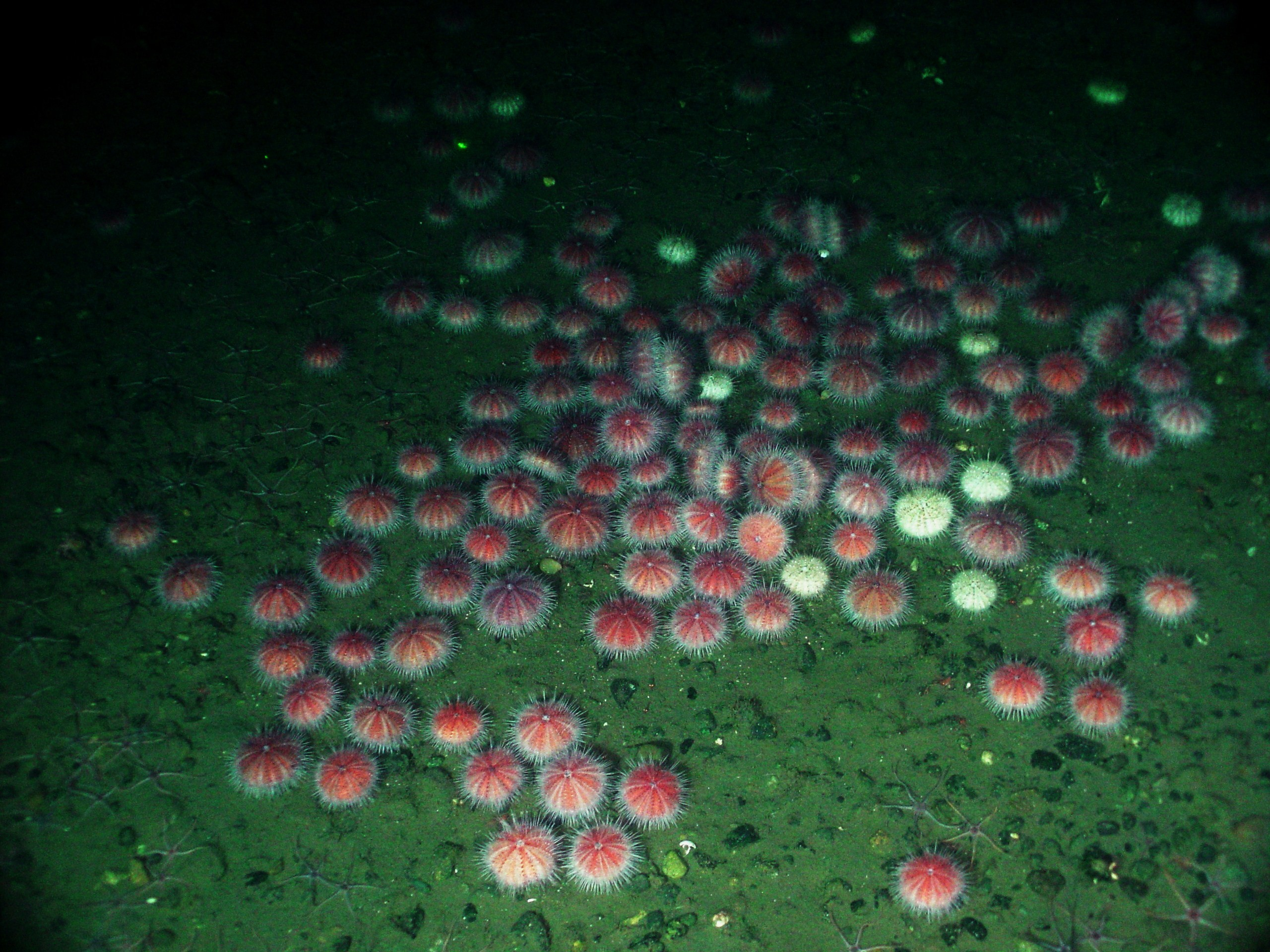
Agrégation de Strongylocentrotus fragilis en grande profondeur (les blancs sont des Strongylocentrotus pallidus)

## Habitat et répartition
Cet oursin vit en assez grande profondeur et jusque dans les abysses, sur des fonds vaseux et détritiques de la côte ouest des États-Unis.

## Écologie et comportement
Cet oursin vit dans les grandes profondeurs, où il se nourrit d'algues (diatomées…) dans la mesure du possible, mais aussi de charognes et de détritus, ou d'invertébrés sessiles. Il fait des réserves de graisses dans son test pour les périodes de disette, et peut rester longtemps sans manger. Il se rencontre souvent en grands groupes, parfois avec d'autres espèces.
La reproduction a lieu en hiver.

## Systématique
On sait encore peu de choses sur cette espèce qui vit très profond, et même sa position phylogénétique n'est pas claire. Alors que cette espèce a longtemps été appelée « Allocentrotus fragilis », World Register of Marine Species (28 octobre 2013) préfère désormais la ranger dans le genre Strongylocentrotus. Cependant selon la fiche du Natural History Museum les Allocentrotus ont un test plus petit et plus délicat (d'où le nom de l'espèce), et avec des plaques ambulacraires différentes au niveau du péristome. Par ailleurs, l'analyse génétique tendrait à redistribuer cette espèce avec plusieurs représentants des Hemicentrotus et Strongylocentrotus. 
Des études génétiques récentes suggèrent que les espèces Allocentrotus fragilis, Hemicentrotus pulcherrimus, Strongylocentrotus intermedius, Strongylocentrotus purpuratus, Strongylocentrotus pallidus et Strongylocentrotus droebachiensis feraient toutes partie d'un même clade monophylétique, redistribuant ainsi les cartes de ces espèces dans de nouveaux genres.

## Publication originale
- Robert Tracy Jackson, Phylogeny of the Echini, with a revision of Palaeozoic species (œuvre écrite), Inconnu, Boston, 1912, [lire en ligne].